# Pantopsalis pococki
Espèce
Pantopsalis pococki est une espèce d'opilions eupnois de la famille des Neopilionidae.

## Distribution
Cette espèce est endémique de Nouvelle-Zélande. Elle se rencontre vers le mont Dick.

## Description
La carapace du mâle syntype mesure 2,25 mm de long sur 3,75 mm et l'abdomen 2,25 mm de long sur 3,75 mm.
La carapace du mâle décrit par Taylor en 2004 mesure 2,4 mm de long sur 3,0 mm.

## Systématique et taxinomie
Cette espèce a été décrite par Hogg en 1920.

## Étymologie
Cette espèce est nommée en l'honneur de Reginald Innes Pocock.

## Publication originale
- Hogg, 1920 : « Some Australian Opiliones. » Proceedings of the Zoological Society of London, vol. 1920, no 1, p. 31–48 (texte intégral).